# Pedro Sández
Pedro Sández (El Quebrachal, 19 de agosto de 1948) es un político argentino que a fines de los noventa fue presidente de la Cámara de Diputados de la Provincia de Salta.

## Biografía
Pedro nació en El Quebrachal en agosto de 1948, hijo de Pedro Segundo Sández y Ema Blanca Ríos.
En 1983 con el retorno de la democracia Sández es electo senador provincial por el Departamento Anta. 
Es elegido como intendente de su ciudad natal, El Quebrachal, en 1991 y ejerció el cargo durante cuatro años yéndose de la intendencia en 1995. 
Fue elegido diputado provincial por el Departamento Anta por primera vez en 1995. Sus pares lo eligieron presidente de la Cámara de Diputados de la Provincia de Salta en el año 1998 por dos periodos consecutivos finalizando su ejercicio como presidente a fines de 1999. En su gestión como presidente se sancionaron 44 leyes;  la primera fue la Ley n.º 7016 del Régimen del Consejo de la Magistratura. Asimismo, se pueden  mencionar  otras:  Ley n.º 7017, Códigos de Aguas de Salta; Ley n.º 7021, Creación del Círculo de Legisladores;  Ley n.º 7037, Régimen de Asociación de Bomberos Voluntarios; Ley n.º 7045, Ley Provincial de Turismo; Ley  n.º 7020, Marco Regulatorio de los Juegos de Azar; Ley n.º 7021, Creación del Círculo de Legisladores de la Provincia de Salta; Ley n.º 7030, Ley de Disciplina Fiscal; Ley n.º 7046,Declarar emergencia urbana arquitectónica al casco histórico del poblado de Cobos; Ley 7049, Programa de reforma y desarrollo de los municipios  con préstamos del BID. y la última la Ley n.º 7060, mediante la cual se otorga con usufructo un inmueble que ocupa  el Centro Vecinal  del  Bº Vélez Sarfield  del  Departamento Capital.
En 1999 volvió a ser elegido como senador provincial por su departamento natal. Se desempeñó en el cargo hasta 2003. Luego de eso Juan Carlos Romero lo convocó al ejecutivo provincial hasta el año 2005 cuando vuelve a ser electo diputado provincial por el Departamento Anta. En 2009 reeligió como diputado provincial para el periodo 2009-2013.
En 2013 su frente (Partido Justicialista) ganaría la elección con un total de 8.772 votos superando al Frente para la Victoria que tenía 4.863. 4.107 de los votos obtenidos eran de Sández. En las generales los resultados se darían vuelta y el MPU de Javier Marcelo Paz ganaría la elección siendo Sández segundo y Alejandra Navarro sus inmediatos perseguidores.
En 2017 Sández buscaría otra reelección pero ahora por el Frente Salteño ya que el PJ elevaba la candidatura de Paz quién había ganado la elección en la categoría cuatro años atrás con el MPU. Pedro lograría en las PASO 5.569 voluntades vecinales y solo quedaría por detrás de Alejandra Navarro que había sacado 6.803 votos. Paz quedó en tercer lugar. En las generales Sández retrocedería un lugar y sería el tercer candidato más votado con un total de 6.396 por detrás de los 6.484 de Paz y los 9.636 de Navarro. Los resultados le permitían renovar su escaño por el periodo 2017-2021.
Durante el 2020 formaría su propio bloque con la diputada out sider Mónica Juárez y el exconcejal de Cerrillos, Luis Albeza, dejando de lado los bloques justicialistas. De todas manera su bloque "8 de octubre" fue nombrado de esa forma para marcar la extracción peronista del espacio.
En 2021 Sández buscaría la reelección como diputado provincial encabezando la lista del frente salteño en el departamento Anta. En dicha elección obtuvo 1827 votos y fue el quinto candidato más votado perdiendo así la posibilidad de renovar una vez más su banca legislativa.

## Polémicas
En 2018 su hijo Néstor Rodolfo Palomino, conocido como “Negro Ino”, se entregó después de que el fiscal de Rosario de la Frontera, Oscar López Ibarra, pidiera su captura tras acusarlo de liderar una banda que se dedica a robar ganado. La detención fue ordenada por el juez de garantías de Anta, Héctor Sebastián Guzmán. El detenido entorpeció la investigación al ocultar su vehículo y otras propiedades. Ino ya venía cumpliendo una “probation” por lesiones graves con arma de fuego.
En 2019 dos salteños identificados como Cristian Ríos y Luciano Chávez fueron detenidos con droga que transportaban a Tucumán, ambos eran sobrinos de Sández. Oriundos de El Quebrachal, tenían varios paquetes en forma de ladrillos donde llevaban más de 10 kilos de marihuana. Ambos eran empleados del gobierno provincial, desempeñándose en Las Lajitas.